# South Yorkshire Amateur League
De South Yorkshire Amateur League is een Engelse regionale voetbalcompetitie. Er zijn 2 divisies en de eerste divisie bevindt zich op het 16de niveau in de Engelse voetbalpiramide. De league is leverancier voor de Sheffield & Hallamshire County Senior League.